# Rijksbeschermd gezicht Gees
Gezicht Gees is een van rijkswege beschermd dorpsgezicht in Gees in de Nederlandse provincie Drenthe. De procedure voor aanwijzing werd gestart op 7 december 1964. Het gebied werd op 12 juli 1967 definitief aangewezen. Het beschermd gezicht beslaat een oppervlakte van 7,8 hectare.
Panden die binnen een beschermd gezicht vallen krijgen niet automatisch de status van beschermd monument. Wel zal de gemeente het bestemmingsplan aanpassen om nieuwe ontwikkelingen in het gebied te reguleren. De gezichtsbescherming richt zich op de stedenbouwkundige en cultuurhistorische waardering van een gebied en wil het toekomstig functioneren daarvan veiligstellen.